# فاو قبلی، قنا
فاو قبلی (به عربی: فاو قبلي)، روستایی از توابع دشنا در استان قنا و کشور مصر است.

## جمعیت
براساس سرشماری سال ۲۰۰۶ مصر، جمعیت آن ۲۱۳۹۵ نفر(۱۱۰۳۹ مرد و ۱۰۳۵۶ زن) بوده‌است.